# 川又浩
川又 浩（かわまた ひろし、1962年3月1日〈魚座〉 - 、血液型：A型）は、日本のアニメ演出家・監督、アニメーター。アンサー・スタジオ所属。神奈川県出身。

## 来歴・人物
神奈川県立平塚工業高等学校を卒業後、会社勤めを経て竜の子プロダクション（後のタツノコプロ）に契約社員として入社。同社で制作進行の仕事を1年ほどした後、タツノコ研修所（竜の子プロ直属の新人養成所）に入所し、『ダッシュ勝平』『未来警察ウラシマン』などの動画を担当した。
タツノコプロを退社後はパンメディアに一時在籍したがフリーランスを経て、現在はアンサー・スタジオに所属し同社を拠点にアニメーターやアニメの演出家として活動を続けている。

## 主な参加作品
- 黄金戦士ゴールドライタン（制作進行）
- ダッシュ勝平（動画）
- 未来警察ウラシマン（動画）
- アラジン（作画監督）
- ネポス・ナポス（監督）
- 甲虫王者ムシキング スーパーバトルムービー ～闇の改造甲虫～（3DCGIアニメーションディレクター）
- やなせたかしシアター
  - ロボくんとことり（監督）
  - ハルのふえ（監督・キャラクターデザイン）
- やなせたかしメルヘン劇場（演出）
- それいけ!アンパンマン ばいきんまんvsバイキンマン⁉（原画）
- 川面を滑る風（監督）
- ぷかぷかジュジュ（監督）
- やなせたかしシアター アンパンマンが生まれた日（監督）
- 劇場版 しまじろうのわお! しまじろうとくじらのうた（監督）
- ROAD TO YOU〜君へと続く道〜（監督）
- セブン-イレブン・ジャパンオリジナルWebアニメ「レインボーファインダー」（監督[2]）
- アン・シャーリー（監督[1]）